# Blockbuster bomben
En Blockbusterbombe var en meget kraftig bombe som englænderne benyttede under 2.verdenskrig.  Den blev fremført af bombeflyet Avro Lancaster. Bomben var på 1,8 ton, og ødelagde alt i en omkreds på 1,5 kilometer. De bomber der landede i vandet sprang ikke. Pga. lavvande i Rhinen blev der fundet en Blockbusterbombe ved Koblenz 5. december 2011. Fundet medførte evakuering af et større område, men bomben blev desarmeret. Man forventer at der dukker flere bomber frem af Rhinen. Der blev smidt omkring 1,9 millioner bomber over Nazityskland. Mange tyske bomberyddere har mistet livet.  Alene under Berlin mener man, at der stadig ligger omkring 3000 bomber. De kommer frem under gravearbejde.  
| Våben | Spire Denne artikel om våben er en spire som bør udbygges. Du er velkommen til at hjælpe Wikipedia ved at udvide den. |